# Episodi di Drake & Josh (prima stagione)
La prima stagione della sitcom Drake & Josh, composta da 6 episodi, è stata trasmessa per la prima volta negli Stati Uniti dall'11 gennaio al 22 febbraio 2004 su Nickelodeon. In Italia è andata in onda su Italia 1 dal 12 al 19 gennaio 2009. Inoltre, nella versione statunitense gli episodi sono stati trasmessi senza rispettare l'ordine di produzione e quindi in disordine, mentre nella versione italiana gli episodi sono stati trasmessi nell'ordine giusto.
| nº | codice di prod. | Titolo originale       | Titolo italiano          | Prima TV USA     | Prima TV Italia |
| -- | --------------- | ---------------------- | ------------------------ | ---------------- | --------------- |
| 1  | 101             | Hug Me, Brother: Pilot | Un'unica grande famiglia | 11 gennaio 2004  | 9 maggio 2005   |
| 2  | 106             | Dune Buggy             | La dune buggy            | 18 gennaio 2004  | 16 maggio 2005  |
| 3  | 102             | Believe Me, Brother    | Credimi, fratello        | 25 gennaio 2004  | 10 maggio 2005  |
| 4  | 103             | Two Idiots and a Baby  | Due idioti e un bebè     | 8 febbraio 2004  | 11 maggio 2005  |
| 5  | 104             | First Crush            | La prima cotta           | 15 febbraio 2004 | 12 maggio 2005  |
| 6  | 105             | Grammy                 | La nonna                 | 22 febbraio 2004 | 13 maggio 2005  |

## Un'unica grande famiglia
- Titolo originale: Hug Me, Brother: Pilot
- Diretto da: Virgil L. Fabian
- Scritto da: Dan Schneider

### Trama
Drake Parker e Josh Nichols, due ragazzi molto diversi che frequentano lo stesso liceo, scoprono che stanno per diventare fratellastri. Quando Drake usa la rubrica dei suggerimenti segreti di Josh per impressionare la ragazza più sexy della scuola, i fratelli legano fra loro, ma un caso di scambio di identità porta Josh a trovarsi faccia a faccia con un fidanzato geloso.

## La dune buggy
- Titolo originale: Dune Buggy
- Diretto da: Virgil L. Fabian
- Scritto da: Dan Schneider

### Trama
Drake e Josh ricevono una dune buggy rotta da Trevor, un amico di Drake. Nel tempo libero, Josh ripara la dune buggy. Un giorno, Drake guida l'auto (contro il volere dei suoi genitori e a loro insaputa), ma va a sbattere contro un albero, danneggiando la macchina e procurandosi dei lividi. Per non farsi scoprire, copre i danni alla macchina e i lividi usando il trucco, ma Josh scopre comunque cosa è successo e lo ricatta fino a quando Drake non dice la verità ai genitori.

## Credimi, fratello
- Titolo originale: Believe Me, Brother
- Diretto da: Virgil L. Fabian
- Scritto da: Dan Schneider

### Trama
Dopo aver conosciuto Susan, la nuova ragazza di Drake, Josh inizia a credere che la ragazza abbia una cotta per lui.

## Due idioti e un bebè
- Titolo originale: Two Idiots and a Baby
- Diretto da: Virgil L. Fabian
- Scritto da: Steven Molaro

### Trama
Con grande sgomento di Drake, Josh si offre di fare da babysitter a Max, il figlio del capo di Walter, mentre Walter, Audrey e i genitori di Max vanno a cena in un ristorante. Ma Josh si pente presto di essersi offerto. Dopo che Drake e Josh sudano sette camicie per cambiare Max e farlo addormentare, Drake va a suonare in un concerto. Una volta solo, Josh va nel panico quando si accorge che Max è scomparso e finisce per rimanere bloccato sul tetto per cercarlo. Josh allora chiama Drake per chiedere aiuto e lui accorre il prima possibile, perché si rende conto che il bambino è anche una sua responsabilità. Poi aiuta Josh a trovare il bambino poco prima che Audrey, Walter e i genitori di Max tornino.

## La prima cotta
- Titolo originale: First Crush
- Diretto da: Virgil L. Fabian
- Scritto da: Steve Holland

### Trama
Josh ha una cotta per Kathy, una sua compagna di scuola, ma si sente a disagio ogni volta che le si avvicina, così Drake gli insegna come essere se stesso quando le parla. Josh mente e le dice che suona la chitarra, quindi Kathy la invita a suonare una canzone per lei alla sua festa di compleanno, cosa che mette Josh in una situazione difficile. Nel frattempo, Drake riesce a ottenere un concerto al Brew Note, una caffetteria locale. Ma il concerto dura poco perché Drake lancia accidentalmente fra il pubblico un serpente vivo, che Megan aveva messo nel suo zaino.

## La nonna
- Titolo originale: Grammy
- Diretto da: Virgil L. Fabian
- Scritto da: Andrew Hill Newman

### Trama
Quando Megan, Audrey e Walter lasciano la casa per il fine settimana, i sogni di Drake e Josh di un fine settimana senza genitori vengono infranti quando Nonna, nonna di Josh e mamma di Walter, viene a fare da babysitter. Josh è contento di avere Nonna intorno, mentre a Drake la situazione non piace. Drake vuole andare a un concerto con i suoi amici, ma Nonna gli proibisce di andare e anche i suoi amici non possono andare, perché i biglietti sono esauriti. Tuttavia, fanno un accordo in cui Drake può trascorrere del tempo con i suoi amici se batte Nonna in una partita di basket, purché non partecipi al concerto. Drake vince la partita, ma infrange la sua promessa a causa della pressione dei compagni che riescono a ottenere i biglietti per il concerto. Una volta lì, scoprono che i biglietti che hanno, sono in realtà contraffatti e vengono trattenuti nella sede fino a quando Nonna non paga una multa di 200 dollari per rilasciarli. Nonna poi rivela che ha lasciato vincere Drake in modo che potesse uscire con i suoi amici. Drake non le crede e decide di giocare di nuovo a condizione che, se vince, nessuno parlerà del concerto ai suoi genitori. Nonna è d'accordo a condizione che, se perde, dirà ai suoi genitori del concerto. Drake perde la partita, ma quando i suoi genitori tornano a casa, Nonna gli impedisce di dirlo ai suoi genitori, visto che ha restituito i 200 dollari ed era disposto a dirglielo, e questa era una punizione sufficiente per lei (Nonna invece dice ai genitori di Drake che lo ha battuto a basket). Drake finalmente accetta Nonna e i due si salutano, abbracciandosi l'un l'altro, con Nonna che attacca di nascosto una busta sulla schiena di Drake nella quale ci sono i 200 dollari che le ha dato.